# Carole Montillet-Carles
Carole Montillet-Carles (* 7. April 1973 in Grenoble als Carole Montillet) ist eine französische Politikerin und ehemalige Skirennläuferin. Sie war auf die Disziplinen Abfahrt und Super-G spezialisiert. Ihre größten Erfolge sind der Abfahrtsolympiasieg im Jahr 2002 und der Sieg in der Super-G-Weltcupwertung der Saison 2002/03. Nach ihrem Rücktritt fuhr sie Rallye-Raid-Rennen. Seit 2015 ist sie Abgeordnete des Regionalrates von Auvergne-Rhône-Alpes.

## Biografie

### Skisport
Montillet wuchs in Villard-de-Lans auf, wo sie als Fünfjährige das Skifahren erlernte. Drei Jahre später fing sie an, Rennen zu bestreiten. 1985 wurde sie französische Slalom-Jugendmeisterin, jedoch begann sie sich im Alter von 16 Jahren auf die Speed-Disziplinen zu konzentrieren. 1990 folgte die Aufnahme in den französischen Weltcupkader. Erstmals international in Erscheinung trat Montillet als Teilnehmerin der Juniorenweltmeisterschaften 1991. Ihr Weltcup-Debüt hatte sie am 15. Dezember 1991 in Santa Caterina, wo sie als 30. der Abfahrt auch gleich den ersten Weltcuppunkt gewann. Bei den Skirennen der Olympischen Winterspiele 1992 kam sie als Vorfahrerin zum Einsatz.
Obwohl sie in der ersten Hälfte der Saison 1992/93 nur zweimal punkten konnte, erhielt Montillet einen Startplatz bei den Weltmeisterschaften 1993 in Morioka-Shizukuishi. Dort fuhr sie überraschend auf den achten Platz. Kurz vor Saisonende erzielte sie mit Platz 3 in der Abfahrt von Kvitfjell die erste Weltcup-Podestplatzierung. Die nachfolgende Saison 1993/94 verlief mit lediglich einer Top-10-Platzierung wenig erfolgreich. In der internen Qualifikation für die Olympiaabfahrt 1994 (ebenfalls in Kvitfjell) zog sie gegen Florence Masnada den Kürzeren. Aufgrund ihrer kräftigen Statur trat Montillet meist nur auf Gleiterabschnitten positiv in Erscheinung, während sie sonst fahrtechnische Defizite aufwies, an deren Behebung sie intensiv arbeiten musste. Diese Bemühungen begannen sich in der Saison 1995/96 auszuzahlen, als sie auch im Super-G mehrmals in die Top 10 fuhr.
Am 30. November 1996 erzielte Montillet in der Abfahrt von Lake Louise den zweiten Platz, ihr bis dahin bestes Ergebnis der Karriere. Im weiteren Verlauf der Saison 1996/97 folgten zwei dritte Plätze. Bei den Weltmeisterschaften 1997 in Sestriere verpasste sie im Super-G als Viertplatzierte knapp eine Medaille. Die folgenden drei Jahre stand sie etwas im Schatten der mit ihr befreundeten Teamkollegin Régine Cavagnoud und konnte sich nur sporadisch in den Top 10 klassieren. Bei den Olympischen Winterspielen 1998 in Nagano fuhr sie in der Abfahrt und im Super-G jeweils auf den 14. Platz, bei den Weltmeisterschaften 1999 in Vail kam sie nicht über einen 15. Platz hinaus. Auch die Saison 1999/2000 verlief eher enttäuschend. Montillet arbeitete wieder verstärkt an ihrer Technik, was sich im Winter 2000/01 mit deutlich besseren Ergebnissen bezahlt machte. Bei den Weltmeisterschaften 2001 in St. Anton am Arlberg verpasste sie als Fünfte des Super-G erneut knapp eine Medaille, was in den französischen Medien wegen Cavagnouds Weltmeistertitel kaum Beachtung fand. Am 16. Februar 2001 gewann sie erstmals ein Weltcuprennen, die Abfahrt von Garmisch-Partenkirchen. Hinzu kamen im Verlauf des Winters drei weitere Podestplätze.
Als Cavagnoud kurz nach Beginn der Saison 2001/02 im Training schwer verunglückte, war Montillet eine der ersten am Unfallort, um erste Hilfe zu leisten. Den Tod ihrer Freundin zwei Tage später schien sie zunächst gut zu verkraften, zumal sie in der Abfahrt von Lake Louise Zweite wurde. Danach schien sie aber psychisch blockiert zu sein und erreichte im Weltcup kaum noch Spitzenplätze. Zum Teil waren diese Ergebnisse aber auch mit verstärktem Riesenslalom-Training erklärbar. Bei den Olympischen Winterspielen 2002 in Salt Lake City war Montillet (anstelle der verstorbenen Cavagnoud) Fahnenträgerin während der Eröffnungsfeier. Ziemlich überraschend angesichts des bisherigen Saisonverlaufs gewann sie die Goldmedaille in der Abfahrt, vor der Italienerin Isolde Kostner und der Österreicherin Renate Götschl. Montillet war zugleich die erste französische Olympiasiegerin in dieser Disziplin. Die Sportzeitung L’Équipe ernannte sie im selben Jahr zum Champion des champions.
Die Weltcupsaison 2002/03 verlief für Montillet äußerst erfolgreich. Sie gewann eine Abfahrt in Lake Louise sowie je einen Super-G in Val-d’Isère und Cortina d’Ampezzo. Hinzu kamen vier weitere Podestplätze. Mit 35 Punkten Vorsprung auf Götschl sicherte sie sich die kleine Kristallkugel für den Gewinn der Super-G-Disziplinenwertung. Im Weltcupwinter 2003/04 gewann sie zwei Abfahrten in Lake Louise und eine in Cortina d’Ampezzo sowie einen Super-G in Haus im Ennstal. In der Super-G-Disziplinenwertung belegte sie den zweiten Platz hinter Götschl, in der Abfahrts-Disziplinenwertung den dritten Platz. Zwar stand sie im Winter 2004/05 drei weitere Male auf dem Podest, ein Sieg gelang ihr aber nicht mehr. Bei ihrer insgesamt siebten Teilnahme an Weltmeisterschaften, 2005 in St. Moritz, gewann Montillet doch noch eine WM-Medaille, die bronzene im erstmals durchgeführten Mannschaftswettbewerb. In der Saison 2005/06 stieß Montillet nur zweimal unter die Top 10 vor. In der Trainingsabfahrt der Olympischen Winterspiele 2006 stürzte Montillet und zog sich schwere Prellungen zu. Trotz großer Schmerzen nahm sie am Rennen teil und erreichte den 28. Platz. Kurz danach gab sie den Rücktritt per Ende Saison bekannt, woraufhin sie als Fahnenträgerin bei der Schlussfeier auserkoren wurde. Ihr letztes Weltcuprennen bestritt sie am 16. März 2006 in Åre.

### Rallye
Einige Wochen nach dem Olympiasieg 2002 wurde Montillet zusammen mit ihrer Teamkollegin Mélanie Suchet zu einem Rallye-Raid-Rennen eingeladen. 2003 nahmen sie erstmals an der Rallye Aïcha des Gazelles in der Wüste Marokkos teil. Dabei belegten sie in der Quad-Kategorie sogleich den zweiten Platz. Bei der zweiten Teilnahme 2004 gewannen sie das Rennen, 2005 wiederholten sie diesen Erfolg. 2006 trennte sich Montillet von Suchet und gewann in diesem Jahr die TransAfricaine Classic. Bei der Rallye Dakar 2007 musste sie während der 10. Etappe wegen eines Elektronikschadens aufgeben. 2011 entschied Montillet die Rallye Aïcha des Gazelles für sich. 2012 folgte der zweite Sieg. 2015 und 2016 kamen zwei weitere Siege hinzu.

### Politik
Mitte September 2015 gab Montillet ihren Einstieg in die Politik bekannt, als Kandidatin der liberal-konservativen Républicains bei den Wahlen zum Regionalrat von Auvergne-Rhône-Alpes. Auf der von Laurent Wauquiez angeführten gemeinsamen Liste von Républicains, UDI und MoDem wurde sie am 13. Dezember 2015 im Wahlkreis Isère gewählt. Im Regionalrat gehört sie der Sportkommission an; in dieser Funktion ist sie seit März 2017 Mitglied des Verwaltungsrates des halbstaatlichen Tourismuskonzerns Compagnie des Alpes.

### Privates
Carole Montillet ist seit 2004 mit dem Konditionstrainer Olivier Carles verheiratet, den sie 1999 im Rahmen der Fernsehsendung Jeux sans frontières kennengelernt hatte. Im September 2008 wurde sie Mutter einer Tochter.

## Erfolge Ski Alpin

### Olympische Spiele

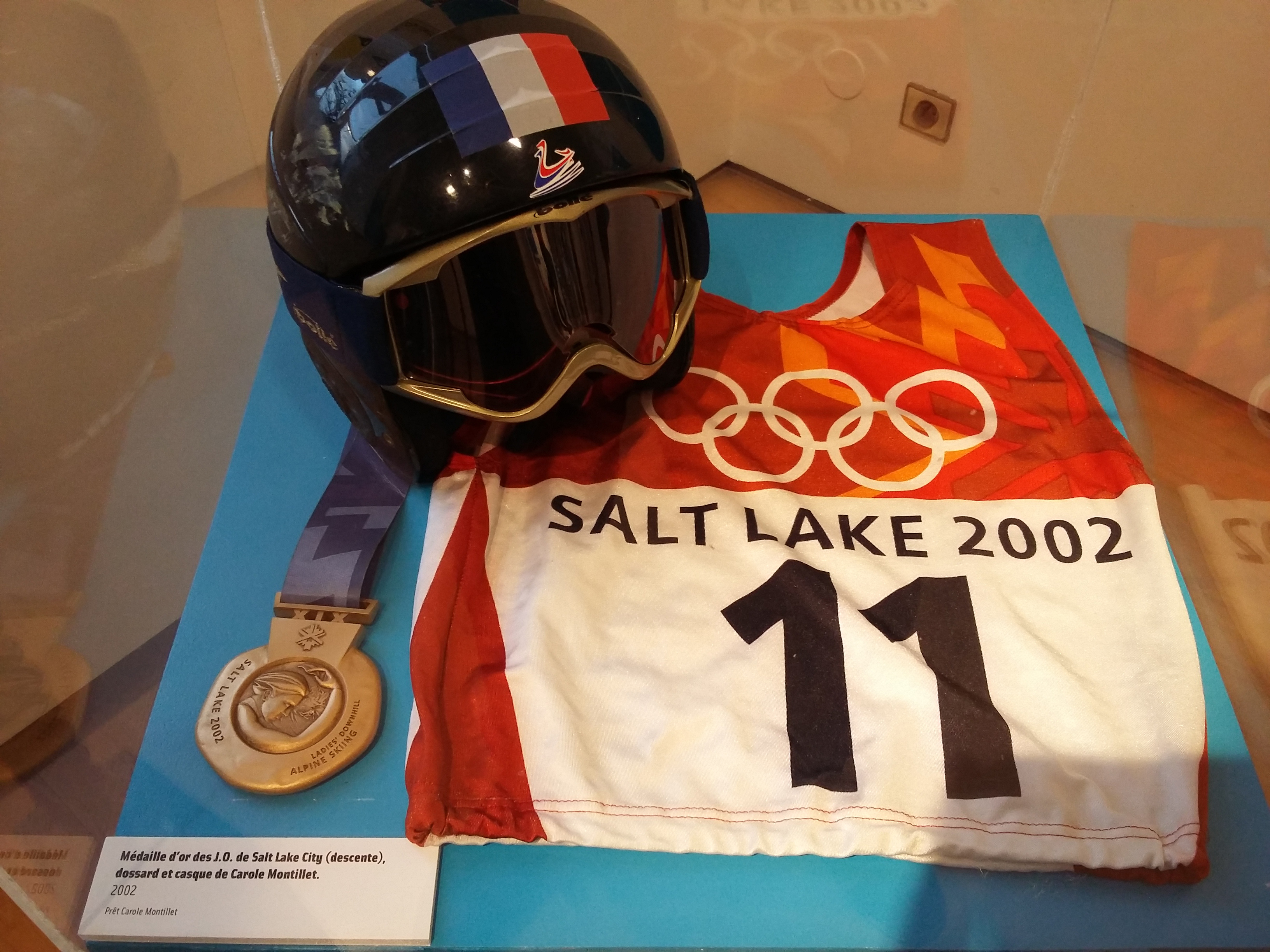
Montillets Goldmedaille, Helm und Startnummer bei den Olympischen Winterspielen 2002

- Nagano 1998: 14. Abfahrt, 14. Super-G
- Salt Lake City 2002: 1. Abfahrt, 7. Super-G, 18. Riesenslalom
- Turin 2006: 5. Super-G, 28. Abfahrt

### Weltmeisterschaften
- Morioka 1993: 8. Abfahrt
- Sierra Nevada 1996: 11. Super-G, 20. Abfahrt
- Sestriere 1997: 4. Super-G, 7. Abfahrt
- Vail/Beaver Creek 1999: 15. Super-G, 22. Abfahrt
- St. Anton 2001: 5. Super-G, 10. Abfahrt
- St. Moritz 2003: 7. Abfahrt, 14. Super-G, 19. Riesenslalom
- Santa Caterina 2005: 3. Mannschaftswettbewerb, 21. Abfahrt

### Weltcupwertungen
| Saison  | Gesamt | Gesamt | Abfahrt | Abfahrt | Super-G | Super-G | Riesenslalom | Riesenslalom |
| Saison  | Platz  | Punkte | Platz   | Punkte  | Platz   | Punkte  | Platz        | Punkte       |
| ------- | ------ | ------ | ------- | ------- | ------- | ------- | ------------ | ------------ |
| 1991/92 | 105.   | 15     | 49.     | 9       | 53.     | 6       | –            | –            |
| 1992/93 | 59.    | 92     | 27.     | 92      | –       | –       | –            | –            |
| 1993/94 | 59.    | 108    | 22.     | 84      | 38.     | 24      | –            | –            |
| 1994/95 | 67.    | 70     | 28.     | 67      | 50.     | 3       | –            | –            |
| 1995/96 | 31.    | 267    | 13.     | 164     | 17.     | 103     | –            | –            |
| 1996/97 | 15.    | 399    | 8.      | 240     | 10.     | 159     | –            | –            |
| 1997/98 | 26.    | 276    | 11.     | 139     | 16.     | 102     | –            | –            |
| 1998/99 | 26.    | 319    | 11.     | 212     | 19.     | 107     | –            | –            |
| 1999/00 | 55.    | 150    | 25.     | 102     | 31.     | 48      | –            | –            |
| 2000/01 | 9.     | 702    | 4.      | 297     | 3.      | 405     | –            | –            |
| 2001/02 | 16.    | 443    | 13.     | 180     | 9.      | 129     | 16.          | 134          |
| 2002/03 | 6.     | 869    | 4.      | 313     | 1.      | 493     | 28.          | 63           |
| 2003/04 | 5.     | 957    | 3.      | 492     | 2.      | 402     | 25.          | 63           |
| 2004/05 | 18.    | 410    | 7.      | 284     | 16.     | 126     | –            | –            |
| 2005/06 | 37.    | 191    | 20.     | 88      | 22.     | 103     | –            | –            |

### Weltcupsiege
Montillet errang im Weltcup insgesamt 25 Podestplätze, davon 8 Siege:
| Datum             | Ort                    | Land        | Disziplin |
| ----------------- | ---------------------- | ----------- | --------- |
| 16. Februar 2001  | Garmisch-Partenkirchen | Deutschland | Super-G   |
| 7. Dezember 2002  | Lake Louise            | Kanada      | Abfahrt   |
| 13. Dezember 2002 | Val-d’Isère            | Frankreich  | Super-G   |
| 15. Januar 2003   | Cortina d’Ampezzo      | Italien     | Super-G   |
| 5. Dezember 2003  | Lake Louise            | Kanada      | Abfahrt   |
| 6. Dezember 2003  | Lake Louise            | Kanada      | Abfahrt   |
| 18. Januar 2004   | Cortina d’Ampezzo      | Italien     | Abfahrt   |
| 1. Februar 2004   | Haus im Ennstal        | Österreich  | Super-G   |

### Juniorenweltmeisterschaften
- Geilo/Hemsedal 1991: 17. Abfahrt, 19. Super-G, 28. Riesenslalom
- Maribor 1992: 11. Abfahrt, 11. Super-G, 22. Kombination, 31. Slalom, 46. Riesenslalom

### Europacup
- Saison 1994/95: 2. Abfahrtswertung
- 2 Podestplätze

### Weitere Erfolge
- Sportlerin des Jahres (Champion des champions) 2002
- 8 französische Meistertitel: Abfahrt 1996, 1998, 1999; Super-G 1992, 1997, 1998, 1999; Riesenslalom 2002
- 2 Podestplätze im South American Cup, davon 1 Sieg
- 5 Siege in FIS-Rennen

## Erfolge Motorsport
Rallye Aïcha des Gazelles
- Kategorie Quad: Siegerin 2004 und 2005, zweiter Platz 2003
- Kategorie 4×4: Siegerin 2011, 2012, 2015, 2016, zweiter Platz 2006 und 2007

Sonstige Rennen:
- TransAfricaine Classique: Siegerin 2006
- Trophée Andros: zweiter Platz 2007 (Kategorie Elektroautos)
- Outback Challenge: dritter Platz 2007 (Kategorie Extreme Raid)